# فربيون منجلي
الفربيون المنجلي (باللاتينية: Euphorbia falcata) نوع نباتي يتبع جنس الفربيون من الفصيلة اللبنية.

## الموئل والانتشار
ينتشر في حوض البحر الأبيض المتوسط بما في ذلك المشرق العربي ووادي النيل والمغرب العربي ومعظم مناطق أوروبا.